# Sant Gregori del Mas d'Eloi
L'església de Sant Gregori del Mas d'Eloi és una església de la caseria del Mas d'Eloi, pertanyent a l'antic terme de Mur, actualment inclòs en el de Castell de Mur. Està situada al costat del mas d'aquest nom, a l'extrem nord-oest del terme, prop del límit amb Tremp i del poble de Puigverd (Tremp), del terme de la capital del Pallars Jussà,
Era un temple romànic, però només se'n conserven algunes filades dels murs perimetrals.